# Zack Ward

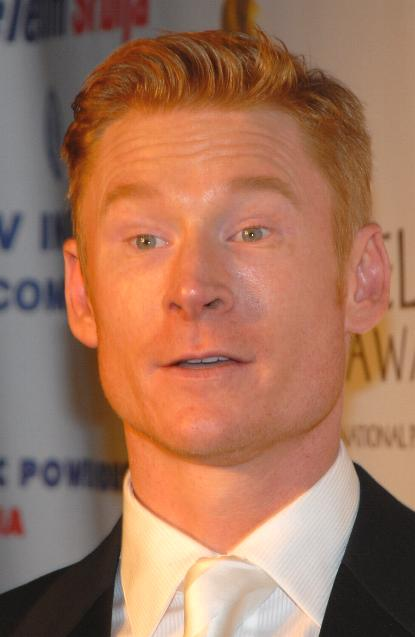
Zack Ward

Zack Ward (* 31. August 1970 in Toronto, Ontario) ist ein kanadischer Schauspieler.

## Leben
Zack Ward ist der Sohn von Pam Hyatt und der Bruder von Carson Forster.
Er wurde durch seine Rolle als Dave Scovil in der Fernsehserie Titus und als Schläger Scut Farkus in dem Film Fröhliche Weihnachten bekannt. Außerdem übernahm er viele kleinere Rollen in Filmen wie Anne of Green Gables: The Continuing Story und hatte Gastrollen in den Serien Lost, CSI, Navy CIS und Crossing Jordan – Pathologin mit Profil. Einen Kurzauftritt hatte er als Rock-’n’-Roll-Legende Red Dog in Cameron Crowes Almost Famous – Fast berühmt. Ward war auch in den Horrorfilmen Resident Evil: Apocalypse, The Club, Hollywood Kills und Freddy vs. Jason und im Film BloodRayne II: Deliverance zu sehen. Mit den Filmen Postal, Trade – Willkommen in Amerika und Transformers gelang ihm der Durchbruch.
In Deutschland war er auch im TV-Werbespot von McDonald’s für den Burger „M“ zu sehen.

## Filmografie

### Filme
- 1983: Fröhliche Weihnachten (A Christmas Story)
- 1985: Ein zauberhaftes Mädchen (Anne of Green Gables) (TV)
- 1987: Taking Care of Terrific (TV)
- 1987: Anne of Green Gables: The Sequel (TV)
- 1993: Just for Fun
- 1993: Spenser: Ceremony (TV)
- 1994: The Club
- 1994: Harvest for the Heart (TV)
- 1995: Star Hunter
- 1996: The Size of Watermelons
- 1996: Ed
- 1997: Lancelot: Guardian of Time
- 1997: Wild America
- 1998: Blade Squad (TV)
- 1999: The Fair
- 1999: The Order – Kameradschaft des Terrors (Brotherhood of Murder) (TV)
- 1999: Atomic Train (TV)
- 1999: Y2K (TV)
- 2000: Anne of Green Gables: The Continuing Story (TV)
- 2000: Civility
- 2000: Almost Famous – Fast berühmt (Almost Famous)
- 2001: Chasing Destiny (TV)
- 2001: Completely Totally Utterly
- 2003: The Pink House
- 2003: Chasing Alice (TV)
- 2003: Ghost Dog: A Detective Tail (TV)
- 2003: Monte Walsh (TV)
- 2003: Freddy vs. Jason
- 2003: April’s Shower
- 2004: A Night at Sophie’s
- 2004: L.A. Twister
- 2004: Resident Evil: Apocalypse
- 2005: Aurora Borealis
- 2006: Hollywood Kills
- 2006: Pennies
- 2007: Moving McAllister
- 2007: Transformers
- 2007: Postal
- 2007: BloodRayne II: Deliverance
- 2007: Trade – Willkommen in Amerika (Trade)
- 2008: Kissing Cousins
- 2008: Dead and Gone
- 2008: Alone in the Dark II
- 2008: Battle Planet
- 2008: Repo
- 2009: The Devil’s Tomb
- 2011: In My Pocket
- 2014: Blood Lake: Killerfische greifen an (Blood Lake – Attack Of The Killer Lampreys)
- 2016: The Curse of Sleeping Beauty – Dornröschens Fluch (The Curse of Sleeping Beauty)
- 2016: Restoration
- 2017: Bethany
- 2019: 2nd Chance for Christmas
- 2019: Beyond the Law
- 2020: Piranha Blood Lake

### Fernsehserien
- 1994: Boogies Diner
- 1996: Sliders (2 Folgen)
- 1997: Der Sentinel – Im Auge des Jägers (Der Sentinel, S03 E11)
- 2000–2002: Titus
- 2005: Charmed – Zauberhafte Hexen (Folge 7x05 „Todesengel“)
- 2005: Crossing Jordan – Pathologin mit Profil (Folge 4x10 „Leichenschmaus“)
- 2005: Navy CIS (Folge 2x21 „Mit allen Ehren“)
- 2006: All of Us (vier Folgen)
- 2009: Cold Case – Kein Opfer ist je vergessen (Folge 6x12 „Lottofieber“)
- 2009: Terminator: The Sarah Connor Chronicles
- 2010: Drop Dead Diva
- 2011: Warehouse 13 (Folge 2x05 „Das Hirn des Konstrukteurs“)
- 2012: The Mentalist (Folge 4x05 „Blume im Meer“)
- 2013: Chicago Fire (Folge 1x10 „Bandenkrieg“)
- 2017: It’s Always Sunny in Philadelphia (Folge 12x09 „Crickets Geschichte“)
- 2017: American Horror Story (Fernsehserie)
- 2018: Swedish Dicks (Folge 2x06 „Hinter Gittern“)
- 2018: Z Nation (Lt. Dante, sechs Folgen)

### Drehbuchautor
- 2007: Everyday Joe